# إيمانويل جاكوبوفيتس
إيمانويل جاكوبوفيتس، بارون جاكوبوفيتس (8 فبراير 1921 - 31 أكتوبر 1999) كان الحاخام الأكبر للتجمعات العبرية المتحدة للكومنولث من عام 1967 إلى 1991. وقبل ذلك، كان قد شغل منصب الحاخام الأكبر لأيرلندا وحاخام الجادة الخامسة كنيس في مدينة نيويورك. بالإضافة إلى واجباته الرسمية، كان يُعتبر مرجعًا في أخلاقيات مهنة الطب من وجهة نظر يهودية. حصل على لقب فارس عام 1981 وأصبح أول حاخام رئيسي يدخل مجلس اللوردات في عام 1988 باسم بارون جاكوبوفيتس.